# رزا جلیلوا
رزا جلیلوا (ترکی آذربایجانی: Roza Cəlilova؛ زادهٔ ۱۷ مهٔ ۱۹۲۹) رقصنده، طراح و استاد رقص آذربایجانی، هنرمند افتخاری شوروی، هنرمند خلق جمهوری آذربایجان (۲۰۰۷)، و دریافت کننده نشان‌های شرف و شهرت است.

## زندگی‌نامه
رزا جلیلوا ۱۷ ماه مه سال ۱۹۲۹ در شهر قبه در آذربایجان شوروی زاده شد. آموزش متوسطه اش را در دبیرستان شماره ۱۳۲ پشت سر گذاشت. در سن ۹ سالگی اش به کمک پدرش در مدرسه رقص باکو نام‌نویسی کرد. بعد از آنکه در سال ۱۹۴۵ دانش‌آموخته شد، به عنوان رقصنده در آکادمی ملی اپرا و تئاتر باله آذربایجان شروع به کار کرد.

## فعالیت
رزا جلیلوا در سال ۱۹۴۹ سولویست گروه آوازخوانی و رقص تالار دولتی فیلارمونیک آکادمیک آذربایجان شد. در ماه اوت سال ۱۹۵۱، رزا جلیلوا در صفوف هیئت نمایندگی حکومت شوروی در سومین جشنواره جهانی جوانان و دانشجویان بود، که با میزبانی برلین و با حضور ۱۰۵ کشور بزگزار می‌شد. وی بالغ بر ۳۰ سال آذربایجان را در تعداد زیادی از جشنواره‌های جهانی برپا شده در کانادا، چین، ترکیه، عراق، اتیوپی و مراکش نمایندگی کرد.
در سال ۱۹۶۵، ریاست یک گروه رقص در گروه آوازخوانی و رقص را بر عهده گرفت و تا سال ۱۹۷۴ در این سمت ابقاء شد. در سالهای مختلف، گروه‌های محلی در شهرهای آذربایجان چون نخجوان، شاماخی، جبرئیل، ساعتلی و لنکران سازماندهی کرد.
رزا جلیلوا در سال ۱۹۸۹ ابتدا گروه آوازخوانی و رقص «گلستان»، و سپس «سوینج» را بنیان گذاشت. در سال ۱۹۹۱، «گلستان» به عنوان اولین گروه در عرصه خود در آذربایجان به ایالات متحده آمریکا سفر کاری کرد.
رزا جلیلوا برای سال‌های طولانی در مدرسه موسیقی تحت کنسرواتوار ملی آذربایجان تدریس کرده و به بسیاری از رقصندگان سرشناس آذربایجانی آموزش داد.
بنابر فرمام الهام علی‌اف، رئیس‌جمهوری آذربایجان، مورخ سال ۲۰۱۹، از رزا جلیلوا در پاس خدماتش در توسعه و ترویج هنر رقص آذربایجانی، با اعطاء نشان شهرت تقدیر شد.

## زندگی شخصی
رزا جلیلوا در سال ۱۹۵۶ ازدواج کرد و حاصل آن پسری به اسم «زاهد» است.

## نشان‌ها و جوایز
- هنرمند افتخاری شوروی: سال ۱۹۵۹[۱]
- هنرمند خلق جمهوری آذربایجان: سال ۲۰۰۷[۱]
- نشان شرف[۸]
- نشان شهرت: سال ۲۰۱۹[۷]

در سال ۲۰۱۴، شبی بزمی به مناسبت ۸۵- امین سالروز رزا جلیلوا در تالار دولتی فیلارمونیک آکادمیک جمهوری آذربایجان برگزار شد. در سال ۲۰۱۹ هم یک شب مجلل به مناسبت نودمین سالگرد وی در همان‌جا برپا شد.